# 히친 계
수학과 물리학에서 히친 계(Hitchin system)는 양-밀스 이론의 순간자를 수학화한 적분가능계이다.

## 정의
다음 데이터가 주어졌다고 하자.
- 리만 곡면 {\displaystyle M}
- 콤팩트 리 군 {\displaystyle G}
- {\displaystyle M} 위의 {\displaystyle G}-정칙 벡터 다발 ({\displaystyle G}-주다발의 연관 벡터 다발) {\displaystyle E\twoheadrightarrow M}
- {\displaystyle E}의 벡터 다발 접속 {\displaystyle \nabla _{A}}. 그 곡률을 {\displaystyle F=\mathrm {d} A+A\wedge A}라고 하자.
- {\displaystyle M} 위의 (1,0)차 복소수 미분 형식 {\displaystyle \Phi \in \Omega ^{1,0}(M)\otimes {\mathfrak {lie}}(G)}. 이를 힉스 장이라고 한다.

그렇다면 히친 방정식(영어: Hitchin equation)은 다음과 같다.
{\displaystyle F_{A}+[\Phi \wedge \Phi ]=0}
{\displaystyle d_{A}\Phi =0}.
여기서 {\displaystyle d_{A}=d+A\wedge }는 공변 미분이고, {\displaystyle *}는 호지 쌍대이다.
여기서, {\displaystyle F+\Phi +\Phi ^{*}}는 {\displaystyle G^{\mathbb {C} }}-주다발의 주접속으로 해석할 수 있다. 이렇게 생각하면, 히친 방정식은 {\displaystyle G^{\mathbb {C} }}-주다발 주접속이 평탄 주접속임을 나타낸다.
히친 방정식을 만족시키는 데이터 {\displaystyle (A,\Phi )}를 히친 쌍(영어: Hitchen pair)이라고 한다. 히친 쌍의 공간은 안정 {\displaystyle G}-벡터 다발들의 모듈라이 공간 {\displaystyle {\mathcal {N}}(\Sigma ,G)}의 공변접다발 {\displaystyle \mathrm {T} ^{*}{\mathcal {N}}(\Sigma ,G)}과 표준적으로 동형이며, 따라서 심플렉틱 다양체를 이룬다.
이제, {\displaystyle G}의 임의의 {\displaystyle k}차 불변 다항식 {\displaystyle p\colon {\mathfrak {g}}\to \mathbb {R} }을 생각하자. 그렇다면,
{\displaystyle p(\Phi )\in \operatorname {H} ^{0}(K^{k})}
를 취할 수 있다. 여기서 {\displaystyle K}는 {\displaystyle M}의 (1,0)차 복소수 미분 형식의 복소수 선다발(즉, 표준 선다발)이다. 따라서, 복소수 벡터 공간
{\displaystyle \bigoplus _{k\in \mathbb {N} }\operatorname {H} ^{0}(K^{k})}
의 임의의 기저를 취하면, {\displaystyle \mathrm {T} ^{*}{\mathcal {N}}(\Sigma ,G)} 위의 일련의 함수들을 정의할 수 있다. 이러한 함수의 수는 {\displaystyle {\mathcal {N}}(\Sigma ,G)}의 차원과 같으며, 이들은 또한 푸아송 괄호 아래 서로 가환한다. 따라서, 이를 해밀토니언들로 삼았을 때, 이는 적분가능계를 이룬다. 이 적분가능계를 히친 계라고 한다.

## 역사
나이절 히친이 1987년 도입하였다.

## 같이 보기
- 양-밀스 방정식